# Gemaal De Pleyt
De Pleyt is een gemaal in de Nederlandse polder Lopikerwaard.

## Locatie
Het gemaal bevindt zich aan de N228 ter hoogte van Willeskop. Het water uit het noordelijk deel van de Lopikerwaard wordt hier 3,15 meter omhoog vanuit Maalvliet De Pleyt in de Hollandse IJssel gepompt. De Pleyt is in 1984 in gebruik genomen.
Langs het gemaal is in februari 2006 een kano-pad aangelegd. Zodoende kunnen kanoërs met hun boot vanuit de Hollandse IJssel de N228 oversteken en langs het gemaal lopen om daarna verder te kunnen varen in Maalvliet De Pleyt. Deze voert naar het natuurgebied Willeskop.

## Herkomst naam
De naam van dit gemaal is afgeleid van de boerderij De Pleyt, die nog steeds langs dezelfde weg te vinden is. Deze boerderij diende vroeger als gerechtshuis voor de Ambachtsheerlijkheid Willeskop. De Pleyt is tevens de naam van een oude verdedigingslinie even ten oosten van het gemaal. De aarden wallen zijn nog enigszins te onderscheiden in het landschap.

## Technische gegevens
| Technische gegevens Gemaal De Pleyt | Technische gegevens Gemaal De Pleyt |
| ----------------------------------- | ----------------------------------- |
| Pomptype                            | Schroefcentrifugaalpomp             |
| Capaciteit (m³/sec)                 | 2 x 2,75                            |
| Overbrugbaar hoogteverschil (m)     | 3,15                                |
| Te bemalen oppervlakte (ha)         | 3000                                |

## Trivia
- Naast het gemaal bevindt zich de 19e-eeuwse boerderij Ojerslust.

De Keulevaart · De Pleyt · De Hoekse Molen · De Koekoek
polder · gemaal